# Agnès Le Brun

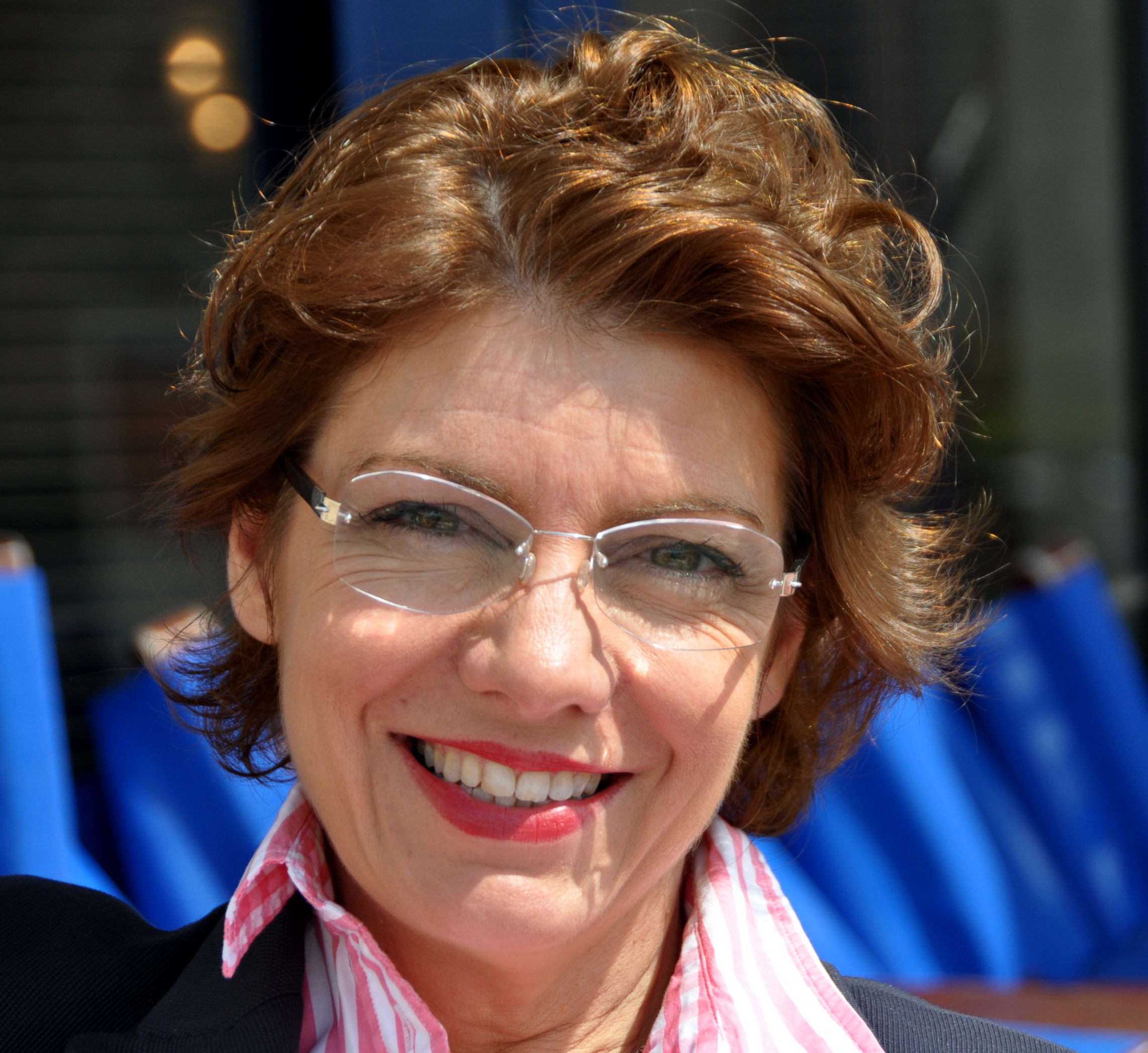
Agnès Le Brun

Agnès Le Brun (* 28. Dezember 1961 in Chaumont-en-Vexin) ist eine französische Politikerin der Union pour un mouvement populaire.

## Leben
Als Nachfolgerin von Michel Le Goff ist Le Brun seit 2008 Bürgermeisterin von Morlaix. Le Brun ist seit 1. Januar 2011 Abgeordnete im Europäischen Parlament.